# Киракали
Киракали, също Кира Кали (на гръцки: Κυρακαλή, до 1940 година: Κυρά Καλή, Кира Кали) е село в Република Гърция, дем Гревена, област Западна Македония.

## География
Селото е разположено на 590 mнадморска височина, на около 5 km западно от град Гревена.

## История

### В Османската империя
В края на XIX век Кира Кали е мюсюлманско гръкоезично село в Гребенската каза на Османската империя. 
Според статистика на Серфидженския санджак на гръцкото консулство в Еласона от 1904 година в Киракали (Κυρακαλή), Гревенска каза, живеят 350 валахади.

### В Гърция
През Балканската война в 1912 година в селото влизат гръцки части и след Междусъюзническата в 1913 година Кира Кали влиза в състава на Кралство Гърция.
В средата на 1920-те години по силата на Лозанския договор мюсюлманското население е изселено в Турция и на негово място са заселени понтийски гърци бежанци от Турция. През 1928 година селото е представено като изцяло бежанско със 76 семейства или 264 или 249 жители.
През 1940 година името на селото е модифицирано на Киракали.
Населението произвежда жито и тютюн, като се занимава частично и със скотовъдство.
| Име    | Име    | Ново име | Ново име | Описание               |
| ------ | ------ | -------- | -------- | ---------------------- |
| Шейтан | Σεϊτάν | Дяволос  | Διάβολος | местност Ю от Киракали |

| Година    | 1913 | 1920 | 1928 | 1940 | 1951 | 1961 | 1971 | 1981 | 1991 | 2001 | 2011 | 2021 |
| --------- | ---- | ---- | ---- | ---- | ---- | ---- | ---- | ---- | ---- | ---- | ---- | ---- |
| Население | 191  | 115  | 249  | 278  | 206  | 252  | 136  | 145  | 145  | 163  | 130  | 109  |

Главното селско събитие е Голяма Богородица (15 август), който е храмов празник на основната църква „Успение Богородично“. В района на селото има още 3 параклиса.